# Gassino Torinese
Gàssino Torinese (/ˈɡassino toriˈnese/ in pronuncia tradizionale normativa italiana; /ˈɡassino toriˈneze/ in pronuncia neutra moderna; Gasso [ˈɡasʊ] in piemontese) è un comune italiano di 9 213 abitanti della città metropolitana di Torino in Piemonte.

## Geografia fisica

### Il territorio
Centro residenziale, industriale e agricolo, Gassino Torinese è situato all'incrocio della statale Torino-Casale Monferrato con la via di attraversamento della collina verso Cinzano e Asti. Il comune si distende in forma allungata da sud a nord ed è ubicato sulla riva destra del Po, il cui corso bagna il lato nord del borgo.
Sul territorio gassinese si aprono tre valli, che nel vessillo comunale sono rappresentate da tre zappe d'argento. Le valli nello specifico sono:
la Valle di Bardassano, attraversata dal rio Castiglione, che sfiorata la località La Rezza, sfocia nel Po, la Valle di Bussolino, bagnata dal rio San Filippo o rio di Valle Maggiore, ed infine la Val Baudana, anch'essa come le altre due, attraversata da un rio, che prende il nome di rio Valle, che prima di sfociare nel fiume Po, si unisce al rio San Filippo.

### La geologia
Il suolo, di origine marina, abbonda di fossili di conchiglie di forme diverse e soprattutto di crinoidi, animali marini a forma di giglio, scoperti nell'Ottocento dal paleontologo Conte di Rovasenda. I terreni di Gassino Torinese sono principalmente composti da calcari, marne e sabbie; famosa è la formazione geologica conosciuta con il nome di Calcàre di Gassino, utilizzata anticamente come pietra da taglio e da calce, che si estende da destra a sinistra della valle del rio Maggiore, da un lato nella valle di Bardassano e dall'altro nel territorio di Bussolino.
La zona pianeggiante del territorio, di origine alluvionale e formata da strati di argilla e ghiaia, produceva un'ottima argilla di colore rosso scuro, utilizzata per vasellame e laterizi. Già dal Rinascimento erano attive diverse fornaci che fabbricavano, oltre ai mattoni, anche ornamenti e decorazioni per finestre e portali. Quando il duca Emanuele Filiberto di Savoia diede inizio alla costruzione della Cittadella di Torino, a partire dall'anno 1564 requisì per un anno tutta la produzione di mattoni fabbricata a Gassino e dintorni. Attualmente nella zona delle fornaci sorgono dei complessi residenziali.

## Origini del nome
La prima menzione del comune di Gassino, esattamente oppidum Gassingum, è del 967, nelle Cronache del Monferrato del Benvenuto Sangiorgio, ma la più antica citazione del luogo si può trovare in un antico diploma del re Arduino d'Ivrea del 1004. Nel 1191 il toponimo è citato come Gaxen, assumendo in seguito diverse forme: Gassingum, Gazingum, Gaxanum, Gaxenum; nei libri contabili della costruzione del Castello di Torino è riportato il nome Gaxinus. Solo verso la fine del Cinquecento si trova il nome Gassino, che in seguito ad un decreto ministeriale del 25 febbraio 1952 divenne Gassino Torinese.

## Storia

### Gli antichi Romani e il Medioevo
Il ritrovamento di un'iscrizione romana della Gens Pollia nel cortile di un palazzo di corso Italia e le vie ortogonali dell'antica città fanno supporre un'origine romana del luogo, ma per gli storici non sono informazioni sufficienti per dimostrarlo.
Anche l'affermazione che Gassino sia stata durante l'Alto Medioevo, al tempo delle invasioni longobarde, ostrogote e franche, un centro di difesa che andò acquistando sempre maggior importanza, è ipotetica, anche se attendibile. Nell'archivio arcivescovile di Torino è presente un documento che dimostra che Landolfo, vescovo di Torino tra il 1010 ed il 1031, riunì nella Pieve di San Pietro in Gassino le cappelle di San Salvatore, Sant'Eufemia, San Michele, affidandole ad un unico rettore, il prete Lissono.
Il documento fa menzione di una serie di località dalle quali Gassino riscuoteva le decime; il borgo non poteva quindi essere sorto verso l'anno 1000, ma doveva già esistere da tempo, come dimostrano le quattro cappelle che difficilmente potevano essere edificate lontane da un complesso fortificato. Inoltre descrive anche l'influenza religiosa e politica del vescovo Landolfo sulla zona, in contrasto con i diritti vantati da Arduino d'Ivrea, re d'Italia, che nel 1004, per ostacolare il potere della Chiesa, confermava ad Alberico i beni posseduti dallo stesso Arduino sul luogo.
Il primo signore feudale del sito, Alberico, fu il capostipite dal quale vennero fatti discendere i feudatari che diedero il nome ai castelli, ormai scomparsi, che circondavano il borgo: Ostero sul Poggio di San Grato, La Motta, detto anche Polosenda, in regione Rocco-Aprile; Polmoncello, sul poggio della frazione Trinità, dove sono ancora presenti dei ruderi dell'omonima cappella da dove, probabilmente, si dipartiva una galleria sotterranea che conduceva alla fortezza di Gassino.

### Il Duecento e il Trecento
Nell'anno 1164, all'epoca delle lotte tra impero e comuni, Federico Barbarossa diede il comune in feudo al marchese Guglielmo di Monferrato, che, per assicurarsi l'appoggio di Gassino quale baluardo difensivo contro Chieri, fu costretto a riconoscere agli abitanti una serie di autonomie che con il tempo si erano attribuiti nella gestione della res publica. La comunità seppe sfruttare abilmente la sua posizione di terra di confine per ottenere sempre maggiori libertà. Nel 1299 ottenne da Giovanni di Monferrato l'autorizzazione a completare la muraglia di fortificazione che circondava il borgo; nel 1305, apertasi la crisi per la successione di Giovanni, ultimo degli Aleramici, Gassino non si oppose alla conquista di Manfredo IV, marchese di Saluzzo, che rivendicava l'eredità come rappresentante di un discendente collaterale degli Aleramici.
La conquista non fu priva di conseguenze, perché Filippo d'Acaia cinse Gassino d'assedio. La resistenza durò pochi giorni; poi, ottenute da Filippo nuove garanzie di ulteriori privilegi, il 14 maggio 1306 si stipularono i Patti di Dedizione, poi confermati il 25 ottobre 1307. Filippo d'Acaia nominò un castellano come reggente del borgo, confermò statuti e autonomie pregresse e si impegnò a difendere Gassino, concedendo agli abitanti di non dover combattere per un anno contro il nuovo Marchese del Monferrato.
Ma il desiderio dei marchesi monferrini di riconquistare il borgo non venne mai meno. Ad un primo assedio nel 1337, ne seguì un successivo nel 1397, durante un ennesimo conflitto tra Monferrato ed Acaia, ad opera del Marchese Teodoro II. Le truppe del Monferrato devastarono e distrussero il porto sul Po, ma si illusero di poter facilmente fiaccare la resistenza dei gassinesi che resistettero abilmente agli assalti, anche grazie all'utilizzo di nuove macchine da guerra da essi costruite. 
La guerra terminò nel 1400, quando i contendenti stabilirono una tregua di tre anni, riconfermata nel 1409 e resa definitiva nel 1413, quando la situazione politica era ormai mutata dopo la morte di Amedeo con la successione del fratello Ludovico che, anche lui deceduto nel 1418 senza eredi, approvò la riunione del principato degli Acaia al ducato dei Savoia: il 19 settembre 1418 la comunità di Gassino prestò fedeltà ad Amedeo VIII, duca di Savoia. Da quel momento in poi la storia del comune seguì le vicende della dinastia sabauda.

### Novecento
Con l'inizio del Novecento Gassino vide un costante incremento della popolazione, la costruzione, nel 1880, della tranvia per Torino (prolungata nel 1883 a Chivasso e Brusasco) e l'installazione del calzaturificio Sobrero, che diede lavoro a centinaia di operai e operaie di Gassino e dei paesi del circondario per oltre cinquant'anni. Attorno agli anni cinquanta, in seguito ad un poderoso flusso migratorio da diverse regioni d'Italia in conseguenza dello sviluppo industriale post bellico, il borgo gassinese fu oggetto di un sostanziale ampliamento urbano. Nel 1928 vennero annessi al comune di Gassino quelli di Bussolino e di Bardassano. Nel 1957, invece, il comune perse la frazione di Mezzi Po.

### Simboli

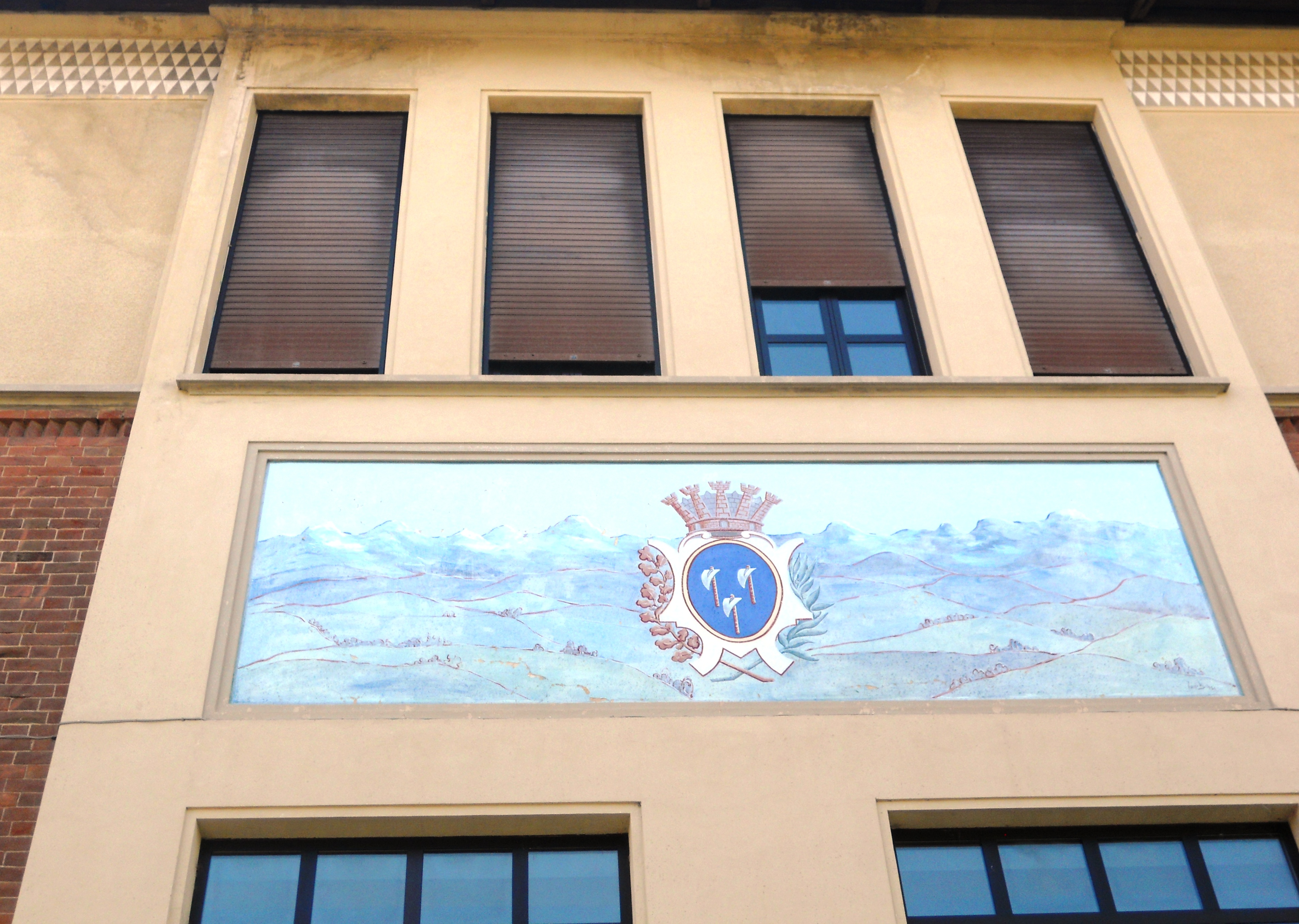
Simbolo tradizionale del Comune su un muro della Scuola Elementare

Lo stemma storico del comune di Gassino Torinese è stato riconosciuto con decreto del capo del governo del 12 marzo 1933.
Secondo un'antica tradizione, le tre valli sono raffigurate nello stemma dalle tre zappe argentee in campo azzurro che rappresentano anche i tre feudi di Polosenda, Polmoncello e Ostero in cui anticamente era divisa la zona.
Il gonfalone è un drappo partito di bianco e di azzurro.

## Monumenti e luoghi d'interesse
Il nucleo originale di Gassino Torinese è costituito da una struttura ad anello, delineato da un fossato, che indica la prevalente funzione difensiva del luogo. L'impianto è semplice, posto su due assi ortogonali facilmente riconoscibili ed all'interno sono concentrati i monumenti più importanti della città: la chiesa della Confraternita dello Spirito Santo, una casa del XIV secolo e il pregevole palazzetto del municipio che, ancora oggi, conserva nei suoi archivi antichi statuti duecenteschi. L'asse principale dell'impianto urbanistico corrisponde alle attuali via Tubino, piazza A. Chiesa, via Dovis, con pregevoli portici a sesto acuto.

### La chiesa della Confraternita dello Spirito Santo

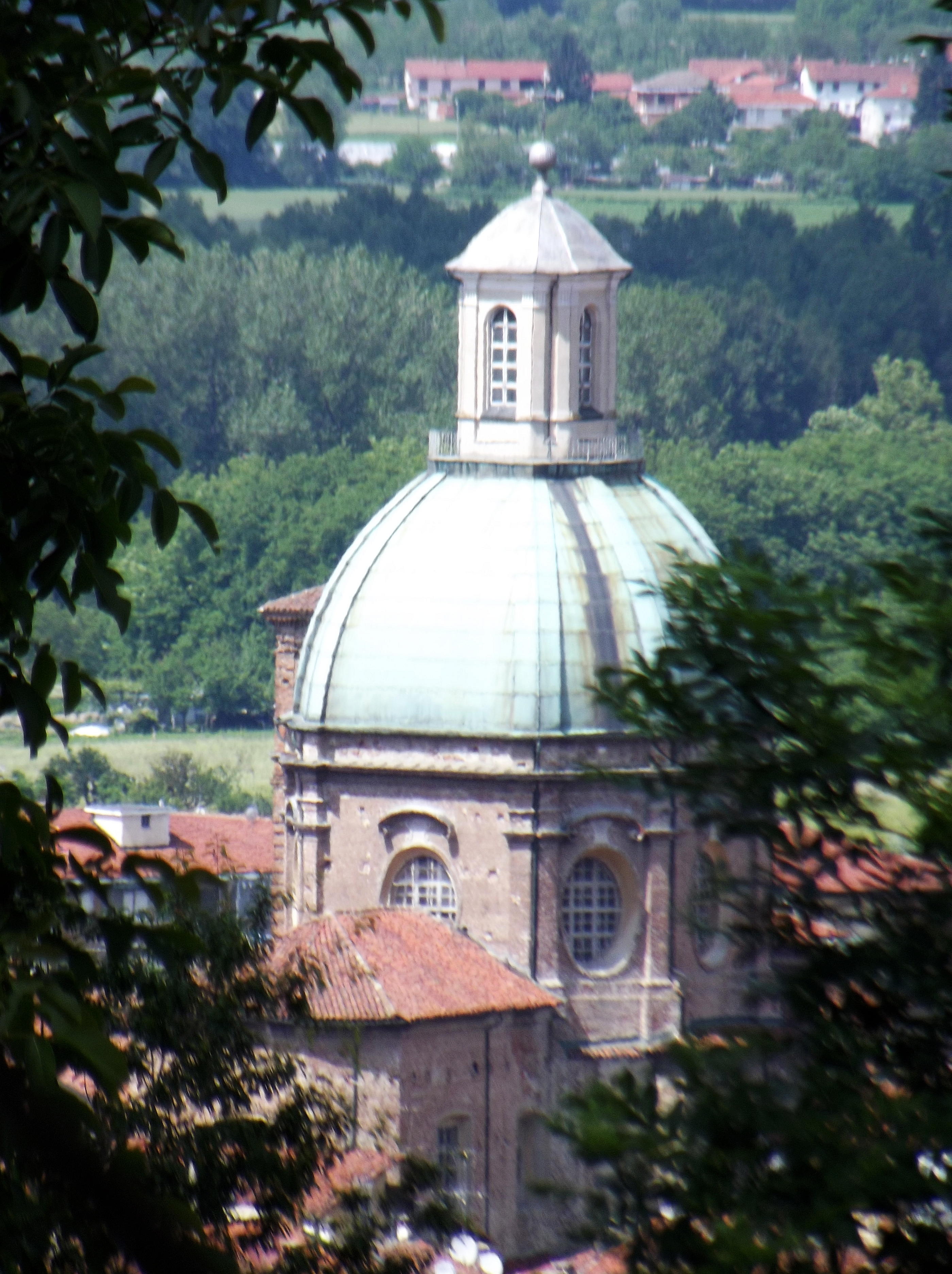
La cupola della Chiesa della Confraternita dello Spirito Santo

La chiesa della Confraternita dello Spirito Santo, dalla curiosa e altissima cupola, domina il punto più alto dell'abitato e caratterizza il paesaggio del territorio circostante. Secondo una tradizione locale, la costruzione fu opera degli stessi architetti che eressero la basilica di Superga. I lavori di costruzione terminarono nel 1738. La facciata in mattoni rustici è curvilinea, concava ai lati, convessa al centro. Gli architetti e i costruttori vollero guadagnare in altezza ciò che non poterono ottenere in pianta a causa dello scarso spazio a disposizione. Ne risultò un edificio originale con la facciata esterna addossata al tamburo dell'altissima cupola. La chiesa è a pianta ottagonale e sulle pareti spiccano otto finestroni ovali con cappelli barocchi. La strana cupola, chiamata a Gassino cucurin, è formata da otto spicchi, situati a 33 metri di altezza dalla base; dall'anello terminale della cupola si diparte il cupolino o lanterna, dalle quattro finestrelle sagomate ad arco, che si innalza a 40 metri dal suolo. Al centro dell'abside, una tela risalente al Seicento rappresenta la Discesa dello Spirito Santo nel Cenacolo.
L'interno è decorato con eleganti stucchi, lesene e capitelli settecenteschi; nei quattro peducci triangolari della cupola gli affreschi di Francesco Gonin rappresentano gli Evangelisti e i loro simboli. Nel cartiglio dell'affresco rappresentante San Luca è presente la firma dell'autore e la data di realizzazione del dipinto, 1829.
La torre campanaria adiacente fu progettata e costruita a cura della comunità nel 1684.
Una piccola curiosità sulla torre campanaria è la sua altezza.
Questa non supera l'altezza della cupola, cosa particolarmente rara, in quanto solitamente le torri campanarie svettano ben oltre le cupole, sia per la miglior visibilità e per un maggior raggio acustico del suono delle campane.

### La parrocchiale dei Santi Pietro e Paolo

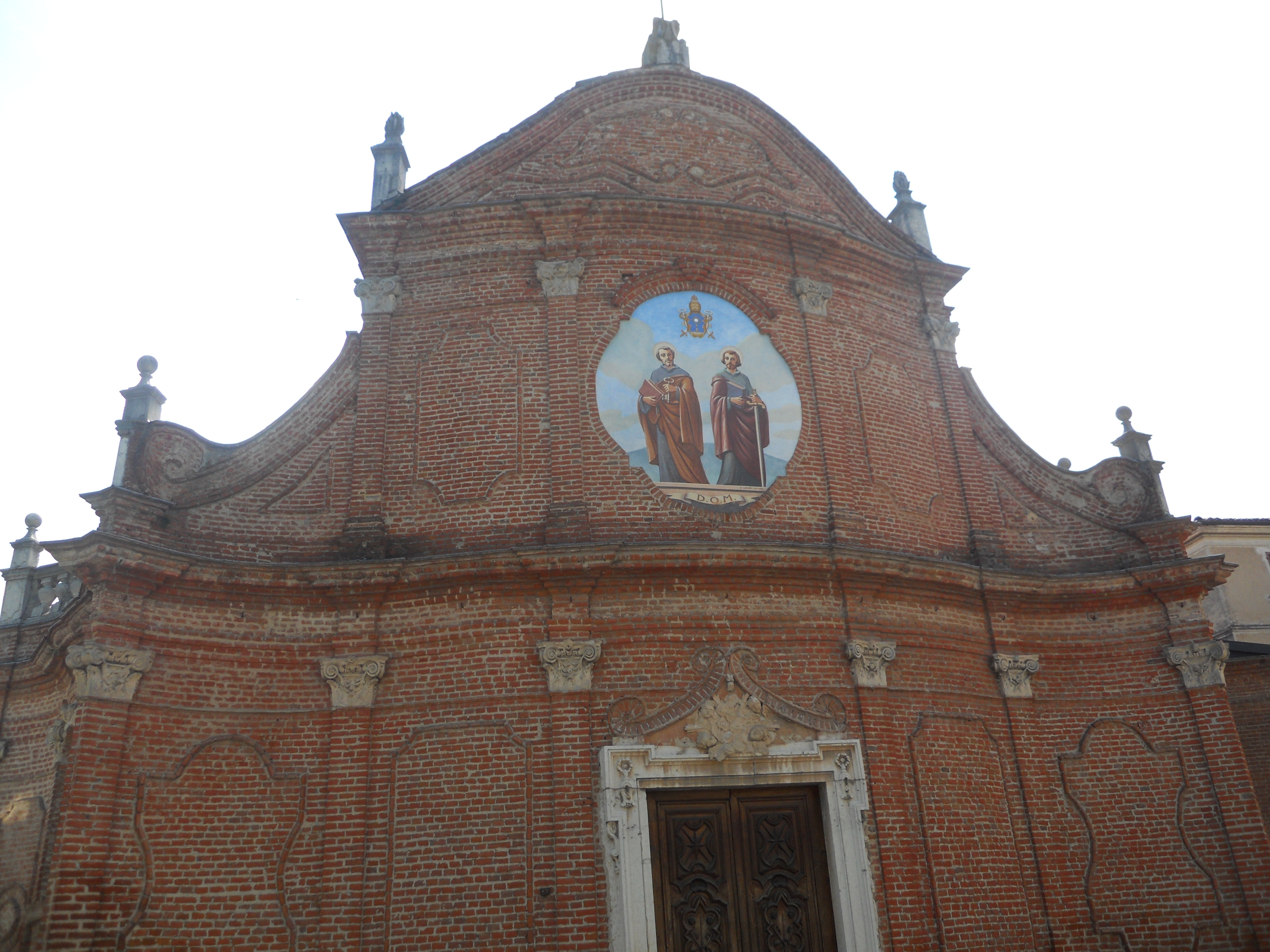
Facciata della Parrocchiale SS. Pietro e Paolo

Verso nord, nella parte più bassa del paese, sorge la parrocchiale dei Santi Pietro e Paolo, che ha origine dalla antichissima plebania, antico nome con il quale si definiva la parrocchiale, istituita dal vescovo Landolfo nel 1016. Ricostruita all'inizio del Seicento, fu ristrutturata una prima volta nel 1724 e successivamente nel 1761.
La chiesa è a tre navate e nella cappella della navata sinistra si trova una tela raffigurante la Visitazione, attribuita al Moncalvo mentre presso l'altare maggiore spicca una tela del Beaumont rappresentante la Madonna con il Bambino e i santi Pietro e Paolo.

## Cultura

### Biblioteca civica
La biblioteca civica di Gassino Torinese ha sede all'interno del centro cultuale "Primo Levi" dal 1986. Questi decenni di attività sempre in crescita hanno fatto sì che ad oggi il suo patrimonio librario risulti ammontare a circa 13000 volumi.

### Centro culturale Primo Levi
Il Centro culturale Primo Levi, situato nelle immediate vicinanze del centro del paese, oltre ad ospitare la sede della Biblioteca Civica, offre uno spazio di aggregazione gestito dal comune, che mette a disposizione la struttura ad associazioni culturali, sociali, sportive e di volontariato, che su richiesta possono richiederne l'utilizzo per organizzare incontri con il pubblico.

## Agricoltura ed economia
Ciliegie e fragole erano un prodotto tipico della zona; in primavera si celebrava ogni anno, fino a metà anni '60, la festa delle ciliegie. La festa patronale del paese si festeggia la domenica più vicina all'8 settembre, giorno in cui ricorre la Natività della B.V. Maria; in questa occasione si preparano i pérsi pien, o pesche ripiene, specialità locale, come i grissini rubatà e i torcet ëd Gasso. In occasione della Pasqua, a cura dei priori della Confraternita dello Spirito Santo, si svolge per le vie del borgo la tradizionale processione del Cataletto, che rappresenta simbolicamente il trasporto di Gesù al Sepolcro.

## Geografia antropica

### Frazioni

#### Bardassano
La frazione Bardassano si trova a 452 m di altezza, su di un territorio prettamente collinare. Bardassano venne unito a Gassino Torinese nel 1928, ma le sue vicende storiche sono legate a Chieri. Degni di nota nella frazione sono il castello, la chiesa parrocchiale di San Michele Arcangelo, la villa della famiglia Viora/Ranaboldo e il Castello della famiglia Bellino.

#### Bussolino
Bussolino è situata in una ridente collina immersa nel verde ed era già meta di villeggiatura nel Settecento, come dimostrano le cosiddette vigne, come erano chiamate le residenze estive della collina.

#### Ex frazione Mezzi Po
La frazione ha fatto parte del comune di Gassino fino al 1957, anno in cui l'allora Presidente della Repubblica Giovanni Gronchi concesse a Settimo Torinese il titolo di città, assegnandole in aggiunta al suo territorio anche la frazione di Mezzi Po, dando così riscontro alla pressante richiesta dei mezzesi, che da tempo lamentavano la scomodità per la mancanza di collegamenti diretti con il comune di Gassino Torinese, perché solo di recente è stato realizzato un nuovo ponte che prende il nome di Ponte Gassino, lungo più di 1 km (1112 metri per l'esattezza), inaugurato il 20 febbraio 2010, quest'opera consente un collegamento diretto e veloce non solo tra le due frazioni, ma anche con i comuni di Brandizzo e Volpiano, con la possibilità di accedere comodamente all'Autostrada A4.

### Località e borghi
Nel comune di Gassino Torinese, oltre alle due frazioni maggiori, sono conosciute anche le località Variglia, che dista circa 1,4 km dal centro, Collina Serra, a 4,7 km, La Rezza di Bardassano, a 4 km, Case Sparse, a 1,2 km, Pedaggio, a 3,5 km, Ternenga, a 1,9 km, Ranch, a 2 km ed infine la località Borgo Nuovo, sorta negli ultimi anni e situata a 1,7 km.

### Itinerari

#### Via Francigena
Da Gassino passa il percorso storico della Via Francigena, rami del Moncenisio e del Monginevro, che da qui si dirige verso San Raffaele Cimena e successivamente verso Chivasso.

## Società

### Evoluzione demografica
Abitanti censiti

## Amministrazione

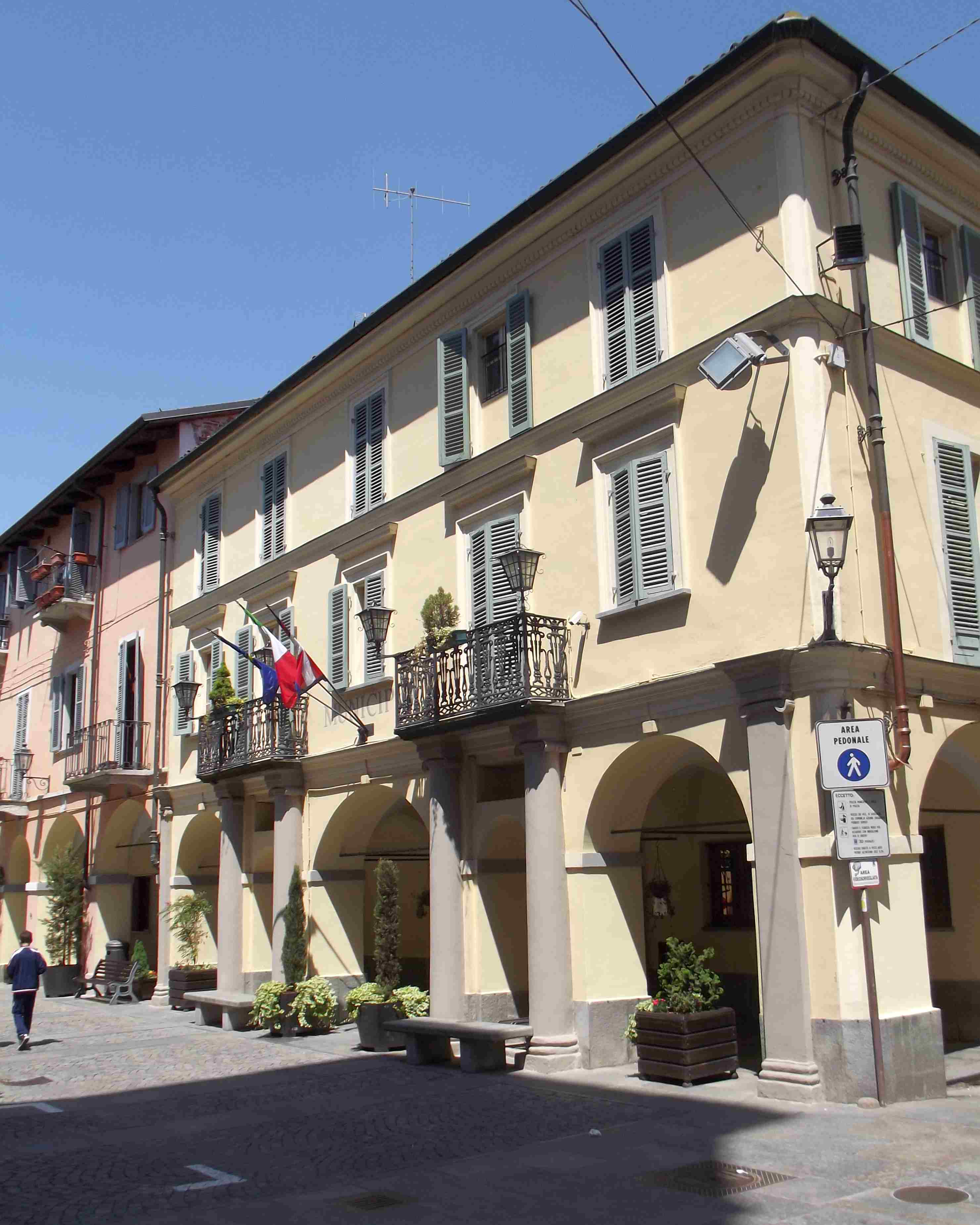
Il municipio

| Periodo          | Periodo        | Primo cittadino        | Partito                    | Carica  | Note  |
| ---------------- | -------------- | ---------------------- | -------------------------- | ------- | ----- |
| 21 novembre 1988 | 20 aprile 1989 | Roberto Agostini Croce | Partito Comunista Italiano | Sindaco | [ 9 ] |
| 26 aprile 1989   | 15 giugno 1990 | Giancarlo Onesti       | Democrazia Cristiana       | Sindaco | [ 9 ] |
| 15 giugno 1990   | 13 marzo 1991  | Giancarlo Onesti       | Democrazia Cristiana       | Sindaco | [ 9 ] |
| 4 aprile 1991    | 24 aprile 1995 | Pierino Viora          | Democrazia Cristiana       | Sindaco | [ 9 ] |
| 24 aprile 1995   | 14 giugno 1999 | Mario Gobetto          | lista civica               | Sindaco | [ 9 ] |
| 14 giugno 1999   | 14 giugno 2004 | Maria Carla Varetto    | lista civica               | Sindaco | [ 9 ] |
| 14 giugno 2004   | 8 giugno 2009  | Maria Carla Varetto    | lista civica               | Sindaco | [ 9 ] |
| 8 giugno 2009    | 26 maggio 2014 | Sergio Argentero       | lista civica               | Sindaco | [ 9 ] |
| 26 maggio 2014   | 27 maggio 2019 | Paolo Cugini           | lista civica Dialogassino  | Sindaco |       |
| 27 maggio 2019   | 8 giugno 2024  | Paolo Cugini           | lista civica Dialogassino  | Sindaco |       |
| 9 giugno 2024    | in carica      | Cristian Corrado       | lista civica Cucurin       | Sindaco |       |